# Bourbier
Pour les articles homonymes, voir Bourbier (homonymie).
Un bourbier est une formation naturelle consistant en une zone humide composée d'une dépression dont le sol est recouvert de boue.
La progression y étant généralement lente ou complexe, le terme désigne également - par métaphore - une situation à l'issue difficile.